# NGC 37
NGC 37 je lečasta galaksija v ozvezdju Feniksa. Njen navidezni sij je 14,66m. Od Sonca je oddaljena približno 131 milijonov parsekov, oziroma 427 milijonov svetlobnih let.
Galaksijo je odkril John Frederick William Herschel 2. oktobra 1836.